# Tolsona
Tolsona ist ein Ort und ein census-designated place (CDP) in der Copper River Census Area in Alaska in den Vereinigten Staaten. Das U.S. Census Bureau hatte bei der Volkszählung 2020 eine Einwohnerzahl von 12 ermittelt.

## Geographie
Tolsona befindet sich am Glenn Highway (Alaska Route 1) 225 km ostnordöstlich von Anchorage sowie 26 km westlich von Glenallen. Etwa 11 Kilometer des Glenn Highways verlaufen innerhalb des CDP-Gebietes. Im Westen grenzt das CDP an das Mendeltna CDP sowie im Osten an das Glennallen CDP. Die östliche CDP-Grenze verläuft entlang dem Tolsona Creek bis zu seiner Mündung in den Tazlina River. Die südlich CDP-Grenze verläuft entlang dem Flusslauf des Tazlina River unterhalb des Tazlina Lake. Der 671 m hoch gelegene Ort liegt am Ostufer des 1,32 km² großen Tolsona Lake einen knappen Kilometer nördlich vom Glenn Highway.

## Geschichte
Seit dem Zensus 2000 ist Tolsona ein census-designated place.

## Demografie
Zum Zeitpunkt der Volkszählung im Jahre 2020 (U.S. Census 2020) hatte Tolsona 12 Einwohner auf einer Landfläche von 117,57 km². Von den Einwohnern waren 11 Weiße. Beim Zensus 2000 wurde eine Einwohnerzahl von 27 ermittelt, im Jahr 2010 waren es 30.